# Du chant à la une!
Du chant à la une! è l'album d'esordio del cantautore francese Serge Gainsbourg, pubblicato nel formato 10" nel 1958.

## Tracce
1. Le Poinçonneur des Lilas – 2:42
2. La Recette de l'Amour Fou – 1:56
3. Douze belles dans la peau – 1:54
4. Ce Mortel Ennui – 2:54
5. Ronsard 58 – 1:52
6. La Femme des uns Sous le Corps des Autres – 2:59
7. L'alcool – 3:56
8. Du Jazz Dans le Ravin – 2:10
9. Charleston les Déménageurs de Piano – 2:24

## Formazione
- Serge Gainsbourg - voce
- Alain Goraguer - arrangiamenti ed orchestra
- Denis Bourgeois - produzione